# Yolanda Wood
Yolanda Wood (...) è un'attrice statunitense, meglio conosciuta per il ruolo della signora Danforth nel film Disney High School Musical 3: Senior Year.

## Filmografia

### Cinema
- High School Musical 3: Senior Year, regia di Kenny Ortega (2008)
- The Writers' Block: Banana Lady
- Saving Sarah Cain: Norma
- Let Go (corto): News Anchor

### Televisione
- Tyco il terribile (Life Is Ruff), regia di Charles Haid – film TV (2005)
- Scrittrice per caso (Read It and Weep), regia di Francine McDougall – film TV (2006)
- Everwood – serie TV
- Right on Track: Dottore